# Lista siturilor arheologice din județul Bacău - Z
Lista siturilor arheologice din județul Bacău - Z conține toate siturile arheologice din județul Bacău înscrise în Repertoriul Arheologic Național (RAN) și aflate în localități al căror nume începe cu litera Z. RAN este administrat de Ministerul Culturii și Patrimoniului Național și cuprinde date științifice, cartografice, topografice, imagini și planuri, precum și orice alte informații privitoare la zonele cu potențial arheologic, studiate sau nu, încă existente sau dispărute.
Puteți căuta un sit din localitățile care încep cu litera Z folosind formularul de mai jos sau puteți naviga prin toate siturile din județ la Lista siturilor arheologice din județul Bacău.
| Cod RAN                               | Denumire                                                                                                 | Localitate                 | Adresă  | Datare   | Descoperit | Coordonate | Imagine           | Erori            |
| ------------------------------------- | --- | -------------------------- | ------- | -------- | ---------- | ---------- | ----------------- | ---------------- |
| 25923.01.01 (Cod LMI: BC-I-s-B-00756) | Așezarea Cucuteni de la Zăpodia - "Zapodia" / ansamblu anonim (Categorie: locuire civilă) (Tip: Așezare) | sat Zăpodia, comuna Traian | Zapodia | Cucuteni |            |            | Încărcați imagine | Raportați eroare |